# تولد دوباره (فیلم)
تولد دوباره (انگلیسی: Rebirth) فیلمی در ژانر درام به کارگردانی ایزورو ناروشیما است که در سال ۲۰۱۱ منتشر شد.

## بازیگران
- هیرومو ناگاساگو
- مائو اینوئه
- ایکو کویک
- یوکو موری گوچی
- جون فوبوکی
- کیمیکو یو
- مین تاناکا